# Церковь Рождества Пресвятой Богородицы (Подчерково)
Церковь Рождества Пресвятой Богородицы (Богородицкая церковь) — православный храм в селе Подчерково Дмитровского городского округа Московской области.

## История
Село Подчертково Повельского стана в 1538 году было передано в Троице-Сергиев монастырь по приказу князя Давыда Даниловича Хромого. В 1548 году казначей князя Фёдор Иванович Сукин его опять продал после выкупа в Троице-Сергиев монастырь вместе с Богородицерождественской церковью.
Во время польско-литовского нашествия церковь Рождества Богородицы была уничтожена. Заново отстраивается в 1679 году.
Во 2-й половине XVIII века в церковный приход Подчерково входили: село Подчерково, деревня Тендиково (Менчиково), деревня Шелепино, сельцо Ягатино.
Церковь Рождества Пресвятой Богородицы в селе Подчерково строилась на средства московских купцов, уроженцев села Подчерково — Ф. Т. Маталасова и С. И. Марина, в период с 1851 по 1863 год и была освящена в 1864 году. Здание храма представляло собой кирпичную церковь в русском стиле, увенчанную декоративным пятиглавием, с двухъярусной колокольней.
В 1878 году здание церкви частично было реконструировано по проекту Льва Львова: на храме поставлены малые главы, а на колокольне выстроен дополнительный ярус. В 1891 году в храме был освящён придел Сергия Радонежского, в 1895 году — Фёдора Стратилата. В основе обновленной двухчастной композиции здания лежит одноапсидный четверик бесстолпного храма, небольшой переход связал храм с трехъярусной столпообразной колокольней.
Храм пережил Октябрьскую революцию, но был закрыт в советское время гонения на церковь, а церковное имущество — разграблено. После многих лет нахождения в заброшенном состоянии, храм был передан прихожанам и открыт в 1998 году. Сразу началось его восстановление. В настоящее время храм отремонтирован, построена ограда и двухэтажный дом причта. Настоятелем Богородицкой церкви является священник Анатолий Викторович Главацкий.